# Sergio Pintor
Sergio Pintor (Oristán, 16 de noviembre de 1937-Ibidem., 26 de diciembre de 2020) fue un obispo católico italiano de la diócesis de Ozieri.

## Trayectoria
Tras realizar su educación básica en el seminario del Oristán, continuó su formación académica realizando el bachillerato y los estudios de Teología en el Seminario Regional de Cuglieri. El 9 de julio de 1961 fue ordenado sacerdote, incardinándose en la diócesis de Oristán. En 1969 se licenció en Teología Pastoral en la Pontificia Universidad Lateranense de Roma.
De regreso a su diócesis, fue nombrado párroco adjunto de la Catedral de Oristán, ayudante diocesano de los jóvenes de Acción Católica, y posteriormente, director espiritual del seminario de Oristán.
Entre 1970 y 1995 colaboró con la Oficina Nacional de Catequesis del CEI para la preparación de nuevos catecismos y para la formación de catequistas. El 24 de septiembre de 1985 fue nombrado prelado de honor de Su Santidad.
Fue consultor del Pontificio Consejo para la Pastoral de los Trabajadores de la Salud, y tiempo después, director de la oficina de la CEI para la pastoral en el cuidado de la salud, durante la presidencia del Cardenal Ruini.
El 29 de septiembre de 2006, poco antes de cumplir 69 años, fue nombrado obispo de la diócesis de Ozieri, siendo inusualmente mayor para recibir una asignación episcopal. El  8 de diciembre del mismo año recibió la consagración episcopal por el entonces nuncio apostólico en Italia Paolo Romeo. En noviembre de 2012, al cumplir 75 años, presentó su renuncia al Papa Benedicto XVI. Su renuncia fue aceptada el 10 de diciembre del mismo año.
Falleció el 26 de diciembre de 2020, en la ciudad que le había visto nacer 83 años antes.